# 矶贝赖秀
矶贝赖秀（日语：／ Isogai Yorihide，1940年8月19日—），日本男子摔跤运动员。他曾代表日本参加1970年和1974年亚洲运动会摔跤比赛，获得一枚金牌和一枚银牌。他也曾参加1968年、1972年和1976年夏季奥林匹克运动会。